# Wilfried Zaha
Dazet Wilfried Armel Zaha (Abidjan, 10 november 1992) is een Ivoriaanse voetballer die doorgaans als linksbuiten speelt. Hij tekende in juli 2023 bij Galatasaray. Zaha debuteerde in 2012 in het Engels voetbalelftal, maar werd in 2017 Ivoriaans international.

## Clubcarrière

### Crystal Palace
Zaha kwam op negenjarige leeftijd bij Crystal Palace FC terecht. Hij doorliep de jeugdopleiding en debuteerde op 27 maart 2010 tegen Cardiff City.
Nadat Palace won van Leicester City, Blackburn Rovers en Ipswich Town stond het na 16 speelrondes op een eerste plek gedurende het seizoen 2012-2013. Crystal Palace zakte af naar de vijfde plek, maar wist wel promotie af te dwingen naar de Premier League via de play-offs.

### Manchester United
Zaha tekende op 25 januari 2013 een contract voor vijfenhalf jaar bij Manchester United. Hij maakte wel het lopende seizoen af bij Crystal Palace. In de zomer kwam hij bij de selectie van Manchester United. Een doorbraak bleef uit. Manchester verhuurde Zaha daarop aan Cardif City en zijn oude club Crystal Palace. Dat kocht hem in februari 2015 definitief terug. Hiervoor betaalde het circa € 4.000.000,-.

### Galatasaray
In de zomer van 2023 liep het contract van Zaha bij Palace af, waarna een driejarig contract tekende bij de Turkse grootmacht Galatasaray. Hij werd in 2024 en 2025 respectievelijk verhuurd aan Olympique Lyon en Charlotte FC.

## Clubstatistieken
| Seizoen         | Club              | Competitie       | Competitie | Competitie | Competitie | Beker | Beker | Beker | Europa | Europa | Europa | Totaal | Totaal | Totaal |
| Seizoen         | Club              | Competitie       | Wed.       | Dlp.       | Ass.       | Wed.  | Dlp.  | Ass.  | Wed.   | Dlp.   | Ass.   | Wed.   | Dlp.   | Ass.   |
| --------------- | ----------------- | ---------------- | ---------- | ---------- | ---------- | ----- | ----- | ----- | ------ | ------ | ------ | ------ | ------ | ------ |
| 2009/10         | Crystal Palace    | EFL Championship | 1          | 0          | 0          | 0     | 0     | 0     | —      | —      | —      | 1      | 0      | 0      |
| 2010/11         | Crystal Palace    | EFL Championship | 41         | 1          | 5          | 3     | 0     | 0     | —      | —      | —      | 44     | 1      | 5      |
| 2011/12         | Crystal Palace    | EFL Championship | 41         | 6          | 7          | 7     | 3     | 4     | —      | —      | —      | 48     | 9      | 11     |
| 2012/13         | Manchester United | Premier League   | 0          | 0          | 0          | 0     | 0     | 0     | 0      | 0      | 0      | 0      | 0      | 0      |
| 2012/13         | → Crystal Palace  | EFL Championship | 46         | 8          | 11         | 4     | 0     | 1     | —      | —      | —      | 50     | 8      | 12     |
| 2013/14         | Manchester United | Premier League   | 2          | 0          | 0          | 2     | 0     | 0     | 0      | 0      | 0      | 4      | 0      | 0      |
| 2013/14         | → Cardiff City    | Premier League   | 12         | 0          | 1          | 1     | 0     | 0     | —      | —      | —      | 13     | 0      | 1      |
| 2014/15         | Manchester United | Premier League   | 0          | 0          | 0          | 0     | 0     | 0     | 0      | 0      | 0      | 0      | 0      | 0      |
| 2014/15         | → Crystal Palace  | Premier League   | 31         | 4          | 2          | 4     | 0     | 2     | —      | —      | —      | 35     | 4      | 4      |
| 2015/16         | Crystal Palace    | Premier League   | 34         | 2          | 5          | 9     | 3     | 2     | —      | —      | —      | 43     | 5      | 7      |
| 2016/17         | Crystal Palace    | Premier League   | 35         | 7          | 11         | 2     | 0     | 0     | —      | —      | —      | 37     | 7      | 11     |
| 2017/18         | Crystal Palace    | Premier League   | 29         | 9          | 5          | 0     | 0     | 0     | —      | —      | —      | 29     | 9      | 5      |
| 2018/19         | Crystal Palace    | Premier League   | 34         | 10         | 10         | 2     | 0     | 0     | —      | —      | —      | 36     | 10     | 10     |
| 2019/20         | Crystal Palace    | Premier League   | 38         | 4          | 5          | 1     | 0     | 0     | —      | —      | —      | 39     | 4      | 5      |
| 2020/21         | Crystal Palace    | Premier League   | 30         | 11         | 2          | 1     | 0     | 0     | —      | —      | —      | 31     | 11     | 2      |
| 2021/22         | Crystal Palace    | Premier League   | 33         | 14         | 1          | 4     | 1     | 1     | —      | —      | —      | 37     | 15     | 2      |
| 2022/23         | Crystal Palace    | Premier League   | 27         | 7          | 2          | 1     | 0     | 1     | —      | —      | —      | 28     | 7      | 3      |
| 2023/24         | Galatasaray       | Süper Lig        | 30         | 9          | 3          | 3     | 0     | 1     | 9      | 1      | 1      | 42     | 10     | 5      |
| 2024/25         | Galatasaray       | Süper Lig        | 0          | 0          | 0          | 1     | 0     | 0     | 2      | 0      | 0      | 3      | 0      | 0      |
| 2024/25         | → Olympique Lyon  | Ligue 1          | 4          | 0          | 0          | 0     | 0     | 0     | 0      | 0      | 0      | 4      | 0      | 0      |
| 2025            | → Charlotte FC    | MLS              | 21         | 6          | 4          | 0     | 0     | 0     | 0      | 0      | 0      | 21     | 6      | 4      |
| CARRIÈRE TOTAAL | CARRIÈRE TOTAAL   | CARRIÈRE TOTAAL  | 489        | 98         | 74         | 45    | 7     | 12    | 10     | 1      | 1      | 545    | 106    | 87     |

Bijgewerkt tot en met 22 juli 2025.

## Interlandcarrière
Zaha mocht zowel voor Ivoorkust als voor Engeland uitkomen. Hij werd geboren in Abidjan, maar groeide op in Engeland. Op 11 november 2012 riep Engels bondscoach Roy Hodgson Zaha op voor een oefeninterland tegen Zweden. Drie dagen later maakte hij in dat duel zijn debuut voor Engeland. Hij viel vijf minuten voor tijd in voor collega-debutant Raheem Sterling. Andere debutanten voor Engeland in die wedstrijd waren Carl Jenkinson, Steven Caulker, Ryan Shawcross en Leon Osman. Nadat Zaha ook in 2013 nog een keer mocht invallen in een oefeninterland, werd hij niet meer opgeroepen. Dit gaf hem de mogelijkheid om in januari 2017 te debuteren voor Ivoorkust. Nadat hij eerst een helft meedeed in een oefeninterland tegen - ook deze keer - Zweden, nam hij diezelfde maand nog met het Ivoriaans elftal deel aan het Afrikaans kampioenschap 2017. Zaha behoorde twee jaar later ook tot de Ivoriaanse ploeg op het Afrikaans kampioenschap 2019.

## Erelijst
| Competitie          |                   |                   |                   |                   |
| Competitie          | Aantal            | Jaren             |                   |                   |
| Manchester United   | Manchester United | Manchester United | Manchester United | Manchester United |
| ------------------- | ----------------- | ----------------- | ----------------- | ----------------- |
| FA Community Shield | 1x                | 2013              |                   |                   |
| Galatasaray         |                   |                   |                   |                   |
| Süper Lig           | 1x                | 2023/24           |                   |                   |
| Turkse supercup     | 1x                | 2023              |                   |                   |